# Зубин Поток
Зубин Поток је насељено место и седиште истоимене општине у Србији, које се налази у северозападном делу Косова и Метохије и припада Косовскомитровачком управном округу. Према процени из 2011. године било је 1.724 становника.

## Положај
Атар насеља се налази на територији катастарске општине Зубин Поток површине 2.063 ha. Представља средиште Ибарског Колашина и налази се на излазу Зубодолског потока у Радичпоњску котлину, около се налазе узвишења Јеша (693 m), Градина (730 m) и Гутин Брег. Изнад насеља се налази узвишење у облику косе на којем је Градина која је вероватно била средњовековни жупни град.

## Историја
После ослобађања од турске власти место је у саставу Звечанског округа, у срезу митровичком, у општини радич-пољској и 1912. године има 108 становника. У периоду 1952-1955. године насеље је било седиште мале општине Зубин Поток у саставу Звечанског среза за анасељена места: Вељи Брег, Газиводе, Доброшевина, Доњи Јасеновик, Загуље, Зубин Поток, Јабука, Коббиња Глава, Мала Калудра, Падине, Превлак, Придворица, Угљаре, Црепуља, Читлук и Штуоце. Укидањем ове мале општине, и спајањем са суседним општинама створена је велика општина Зубин Поток. Зубин поток је 1965. потпао под општину Косовска Митровица.
Иако нема статус градског насеља, Зубин Поток све више поприма урбане карактеристике, са великим бројем административних служби. Становници Зубиног Потока се називају Зубодолци.

## Демографија
Према попису из 1981. године место је било већински насељено Србима. Након рата 1999. године Срби нису напуштали Зубин Питок.
| Етнички састав према попису из 1981.‍ | Етнички састав према попису из 1981.‍ | Етнички састав према попису из 1981.‍ | Етнички састав према попису из 1981.‍ | Етнички састав према попису из 1981.‍ |
| ------------------------------------ | ------------------------------------ | ------------------------------------ | ------------------------------------ | ------------------------------------ |
|                                      |                                      |                                      |                                      |                                      |
| Срби                                 | Срби                                 |                                      | 771                                  | 97,5%                                |
| Црногорци                            | Црногорци                            |                                      | 11                                   | 1,4%                                 |
| Укупно: 791                          |                                      |                                      |                                      |                                      |

Број становника на пописима:
|             | \| Демографија[4] \| Демографија[4] \| Демографија[4] \| \| Година \| Становника \| Становника \| \| -------------- \| -------------- \| -------------- \| \| 1948. \| 160 \| \| \| 1953. \| 174 \| \| \| 1961. \| 239 \| \| \| 1971. \| 393 \| \| \| 1981. \| 791 \| \| \| 1991. \| 2.033 \| \| |            |
| Демографија | |            |
| Година      | Становника | Становника |
| 1948.       | 160 |            |
| 1953.       | 174 |            |
| 1961.       | 239 |            |
| 1971.       | 393 |            |
| 1981.       | 791 |            |
| 1991.       | 2.033 |            |

## Познате личности
- Григорије Божовић, српски књижевник, професор Призренске богословије и један од вођа српског покрета у Македонији и Старој Србији
- Драгиша Бојовић, српски историчар књижевности, књижевни критичар, теолог и универзитетски професор
- Благоје Кошанин, српски композитор и текстописац
- Мијат Божовић, српски композитор и текстописац